# Aplicações da biotecnologia na área animal
A palavra biotecnologia é utilizada para definir qualquer aplicação tecnológica que utilize sistemas biológicos, organismos vivos (ou parte deles) para produzir ou modificar produtos ou processos para usos específicos. As aplicações da biotecnologia moderna na área animal são várias e têm um mercado potencial de bilhões de dólares por ano. A concorrência por tal mercado exige que as empresas façam investimentos significativos em pesquisa para desenvolver produtos que incrementem a produção e gerem animais que sejam capazes de produzir proteínas terapêuticas, modelos de estudos para doenças humanas e fornecedores de órgãos para os seres humanos. Essas pesquisas utilizam ferramentas genéticas que foram desenvolvidas pela tecnologia do DNA recombinante e da transgênese.

Seleção assistida com testes de DNA e clonagem:
Há séculos, produtores têm realizado seleção artificial em várias raças e linhagens de animais domésticos, com o intuito de aumentar a frequência de genes favoráveis economicamente. Porém, quando o objetivo é a obtenção de mudanças mais drásticas no potencial genético, a exemplo da mudança da base alimentar (pasto x grãos) ou dos requerimentos de mercado (redução de gordura), os produtores lançam mão de estratégias de substituição de raças ou cruzamentos, transferindo genes de uma população para outra, dentro de uma mesma espécie. Esse tipo de seleção é lento, pois tem de respeitar o intervalo de gerações, ou seja, a idade média dos pais na época da procriação.
A seleção assistida usando testes de DNA permite verificar, logo após o nascimento, se os genes de interesse foram excluídos ou adicionados. Então, há a certeza do adicionamento das características de interesse daquele animal e só é preciso que ele chegue à idade adulta para transferir tais características para os seus filhos pelas técnicas clássicas de transferência de embriões ou pela clonagem.

Clonagem:
A clonagem ainda não é usada no melhoramento animal, pois é um procedimento lento e altamente ineficiente. A técnica constitui na transferência nuclear de duas células, sendo uma receptora (normalmente um óvulo não-fertilizado), e  a doadora (com o seu núcleo do indivíduo a ser clonado), que são fundidas e implantadas em uma mãe de aluguel. 
Clones de bovinos, equinos, suínos e caprinos estão sendo anunciados com frequência pela mídia. O primeiro mamífero clonado por meio de células de um doador adulto foi a ovelha Dolly, em fevereiro de 1997. Em 2001, o Dr. Rodolfi Rumpf conseguiu realizar a clonagem de bovinos no Brasil, quando nasceu “Vitória” pela técnica de transferência nuclear. 

Vacinas:
A vacinação é uma das medidas mais importantes em saúde animal, pois além de mantê-los sadios, elimina o risco de transmissão de doenças para os homens. O estado de imunidade pode ser obtido por meio de variados tipos de vacinas baseadas em microrganismos vivos, enfraquecidos ou mortos e comercialmente disponíveis. 
Vacinas utilizando a tecnologia do DNA recombinante são alternativas às vacinas tradicionais que já são comercializadas e várias outras estão sendo testadas. As vacinas podem ser desenvolvidas eliminando ou destruindo genes causador da doença ou de suas subunidades (proteínas).
Tratamentos, suplementos e novos kits de diagnóstico:
Medicamentos como antibióticos e anti-inflamatórios são também produzidos pela tecnologia do DNA recombinante. Bactérias que vivem no intestino do homem e de animais são utilizadas como biorreatores e produzem esses fármacos com qualidade e quantidade superiores à metodologia clássica, além de serem produzidas com um preço inferior. A relação custo x benefício tem que ser considerada, não sendo relevante gerar um produto de terceira geração que seja mais caro que o produto tradicional.
Um dos primeiros suplementos, derivado de um organismo geneticamente modificado, produzido por bactérias para a utilização na produção animal foi a somatrotofina bovina (BST), um hormônio produzido no cérebro e que é responsável pelo crescimento dos bezerros, com um papel relevante na produção do leite em vacas em aleitamento. Apesar das controvérsias, como as vantagens econômicas, riscos para o animal e para os indivíduos que se alimentarão com o leite e a carne de animais tratados com tal hormônio, o BST é legalmente utilizado na produção leiteira em vários países, incluindo o Brasil.
O diagnóstico molecular permite detectar doenças em estágios pré-clínicos, ou seja, logo no início da doença, e são muito importantes na medicina veterinária. Quanto maior o período de incubação da doença, maior a possibilidade de sua transmissão. Hoje, os kits de diagnóstico – usando produtos derivados da engenharia genética ou usando PCR (Reação de Polimerase em Cadeia) – permitem a detecção da doença em seu estágio inicial ou possibilitam eliminar os animais doentes e reduzir os efeitos nefastos das epidemias.